# Placidus Fixlmillner
Placidus Fixlmillner (ur. 28 maja 1721, zm. 27 sierpnia 1791) – austriacki benedyktyn i astronom. Był jednym z pierwszych naukowców pracujących nad obliczeniem orbity Urana.

## Życiorys
Placidus Fixlmillner urodził się w 1721 w Austrii, w okolicy Kremsmünster. W latach 1729–1735 uczył się w szkole podstawowej podległej miejscowemu zakonowi benedyktynów, w którym opatem był stryj Placidusa, Alexander. Następnie przeniósł się do Salzburga, gdzie studiował m.in. filozofię, muzykę, matematykę i teologię. W wieku 16 lat sam wstąpił do benedyktynów.
W latach 1746–1781 był profesorem prawa kanonicznego w opactwie w Kremsmünster. W 1756 opublikował krótki artykuł z zakresu teologii pod tytułem "Reipublicæ sacræ origines divinæ". Jego najsłynniejsze prace dotyczyły jednak przede wszystkim astronomii. Był dyrektorem miejscowego obserwatorium, założonego przez stryja na dachu 9-piętrowego budynku. Wyznaczył m.in. orbitę Urana, niedługo po odkryciu tej planety przez Williama Herschela. Badał także trajektorię Merkurego.